# Akkatangirahal
Akkatangirahal là một làng thuộc tehsil Siruguppa, huyện Bellary, bang Karnataka, Ấn Độ.